# گرگ هنری
گرگ هنری (انگلیسی: Gregg Henry؛ زادهٔ ۶ مهٔ ۱۹۵۲) هنرپیشه و خواننده اهل ایالات متحده آمریکا است.

## گزیده فیلمشناسی
از فیلم‌ها یا برنامه‌های تلویزیونی که وی در آن نقش داشته‌است می‌توان به آثار زیر اشاره کرد.
- صورت‌زخمی (فیلم ۱۹۸۳) (۱۹۸۳)
- بادی دابل (۱۹۸۴)
- بازی منصفانه (فیلم ۱۹۸۸) (۱۹۸۸)
- ضایعات جنگ (۱۹۸۹)
- پیشتازان فضا: شورش (۱۹۹۸)
- تقاص (فیلم ۱۹۹۹) (۱۹۹۹)
- زن اغواگر (فیلم ۲۰۰۲) (۲۰۰۲)
- بالستیک (فیلم) (۲۰۰۲)
- خزیدن (فیلم) (۲۰۰۶)
- یونایتد ۹۳ (فیلم) (۲۰۰۶)
- کوکب سیاه  (۲۰۰۶)
- سوپر (فیلم ۲۰۱۰) (۲۰۱۱)
- خانواده ریونیون (فیلم ۲۰۱۱) (۲۰۱۱)
- نگهبانان کهکشان (فیلم) (۲۰۱۴)
- جیسون بورن (فیلم) (۲۰۱۶)
- آزمایش بلکو (۲۰۱۶)
- تایتان‌های نوجوان: قرارداد یهودا (۲۰۱۷)
- نگهبانان کهکشان بخش ۲ (۲۰۱۷)
- گرگ آسمان, (۱۹۸۴)
- سی‌اس‌آی (۲۰۰۱)
- بوستون پابلیک (۲۰۰۱–۲۰۰۲)
- فایرفلای (مجموعه تلویزیونی) (۲۰۰۲)
- پیشتازان فضا: انترپرایز (۲۰۰۳)
- قاضی ایمی (۲۰۰۳)
- ۲۴ (مجموعه تلویزیونی) (۲۰۰۳)
- دختران گیلمور (۲۰۰۵–۲۰۰۷)
- سی‌اس‌آی: میامی (۲۰۰۶)
- بخش فوریت‌های پزشکی (مجموعه تلویزیونی) (۲۰۰۸)
- روان‌کاو (مجموعه تلویزیونی) (۲۰۰۸)
- کسل (مجموعه تلویزیونی) (۲۰۰۹)
- گلی (مجموعه تلویزیونی) (۲۰۰)
- آناتومی گری (مجموعه تلویزیونی) (۲۰۱۰)
- متوسط (مجموعه تلویزیونی) (۲۰۱۰)
- سی‌اس‌آی: میامی (۲۰۱۰)
- مهره سوخته (۲۰۱۱)
- پادشاهان فرار (۲۰۱۱–۲۰۱۲)
- ان‌سی‌آی‌اس: لس آنجلس (۲۰۱۲)
- یقه سفید (مجموعه تلویزیونی) (۲۰۱۲)
- رسوایی (مجموعه تلویزیونی) (۲۰۱۲–۲۰۱۷)
- کشتن (مجموعه تلویزیونی) (۲۰۱۳–۲۰۱۴)
- پیروی (مجموعه تلویزیونی) (۲۰۱۴–۲۰۱۵)
- جهنم متحرک (مجموعه تلویزیونی) (۲۰۱۴–۲۰۱۶)
- دختران گیلمور: یک سال در زندگی (۲۰۱۶)
- سوپرگرل (مجموعه تلویزیونی ۲۰۱۵) (۲۰۱۷)
- تازه کار (سریال تلویزیونی) (۲۰۱۹)